# Castelo (escola de samba)
A Sociedade Recreativa Escola de Samba Castelo é uma escola de samba de Batatais, no estado de São Paulo, no Brasil.
Foi criada em 1970, por Edson Alfredo Bertolini e Antônio de Freitas Noronha. Já venceu o Carnaval de sua cidade por 19 vezes.
Foi campeã em 2010 e bi-campeã em 2011.
Em 2012, perdeu no desempate no quesito harmonia, ficando com o vice-campeonato.
Foi campeã em 2015 e bi-campeã em 2018. Em 2016, 2017 e 2019 não houve desfiles carnavalescos na cidade.

## Segmentos

### Presidentes
| Nome                    |  |  |  | Mandato     | Ref. |
| ----------------------- |  |  |  | ----------- | ---- |
| César Donizeti Pereira  |  |  |  | 2012        |      |
| Gabriel Bonvini         |  |  |  | 2013 à 2015 |      |
| Janderson Cesar Ribeiro |  |  |  | atual       |      |

### Rainhas de bateria
| Rainha  | Período | Musa            | Ref. |
| ------- | ------- | --------------- | ---- |
| Pâmela  | 2013    | Tamires e Thais |      |
| Tamires | 2015    | Thais           |      |
| Tamires | 2018    | Thais e Bruna   |      |

### Diretores
| Ano  | Diretor de Carnaval           | Diretor geral de harmonia              | Mestre de bateria | Ref. |
| ---- | ----------------------------- | -------------------------------------- | ----------------- | ---- |
| 2013 | Émerson Caetano do Nascimento | César Donizeti Pereira e Marilda Covas | Marquinhos        |      |
| 2015 | Gabriel Oliveira              | Paulinho Mirandinha                    | Juan              |      |
| 2018 | Marcos Texeira                | Richard                                | juan              |      |

### Coreógrafo
| Ano  | Nome             | Ref. |
| ---- | ---------------- | ---- |
| 2013 | Gabriel Oliveira |      |
| 2014 | Gabriel Oliveira |      |
| 2015 | Gabriel Oliveira |      |
| 2018 | Aluisio          |      |

### Casal de Mestre-sala e Porta-bandeira
| Ano  | Nome              | Ref. |
| ---- | ----------------- | ---- |
| 2013 | Silas e Jéssica   |      |
| 2015 | Lazinho e Jéssica |      |
| 2018 | Thales e Bianca   |      |

## Carnavais
| Ano                    | Enredo       | Enredo                                                                           | Figurinista                        | Ref   |
| ---------------------- | ------------ | -------------------------------------------------------------------------------- | ---------------------------------- | ----- |
| 1979                   |              | "Histórias infantis"                                                             |                                    |       |
| 1980                   |              | "Exaltação à Batatais"                                                           |                                    |       |
| 1981                   |              | "Brasil•Meu Brasil brasileiro"                                                   |                                    |       |
| 1982                   |              | "Se todos fossem Vinicius, iguais a você"                                        |                                    |       |
| 1983                   |              | "Arco-íris, sol e chuva, casamento de viúva"                                     |                                    |       |
| 1984                   | Campeã       | "A lenda do Uirapuru"                                                            | Cida Rezende                       |       |
| 1985                   | Campeã       | "Upabuçu, o mito da lagoa encantada"                                             | Cida Rezende                       |       |
| 1986                   | Campeã       | "Seja preto, seja branco, todos nós somos do santo"                              | Marcos Teixeira                    |       |
| 1987                   | Campeã       | "Somos samba sim senhor"                                                         | Marcos Teixeira                    |       |
| 1988                   | Campeã       | "Raízes da América"                                                              | Marcos Teixeira                    |       |
| 1989                   | Campeã       | "Sampa"                                                                          | Marcos Teixeira                    |       |
| 1993                   | Campeã       | "Sou castelo, sou o samba"                                                       | Marcos Teixeira                    |       |
| 1994                   | Campeã       | "Ajoelhou, tem que rezar"                                                        | Marcos Teixeira                    |       |
| 1995                   | Campeã       | "25 anos de samba - é rosa e prata este chão"                                    | Marcos Teixeira                    |       |
| 1996                   | Vice-campeã  | "Sou negro, sou Francisco, nessas águas vou rolar"                               | Marcos Teixeira                    |       |
| 1997                   | Vice-campeã  | "Assim no céu como na terra"                                                     | Marcos Teixeira                    |       |
| 1998                   | Campeã       | "Carnaval: o maior espetáculo da terra"                                          | Cida Rezende                       |       |
| 2002                   | Campeã       | "A trajetória da negra nação, cinquenta anos de história, cultura e tradição"    | Comissão de carnaval               |       |
| 2003                   | Campeã       | "Por... ti, Candidamente Portinariei"                                            | Comissão de carnaval               |       |
| 2005                   | Campeã       | "Castelo, 35 anos de amor ao samba"                                              | Comissão de carnaval               |       |
| 2006                   | Campeã       | "O ouro mais resplandecente é o que está dentro da gente"                        | Comissão de carnaval               |       |
| 2007                   | Campeã       | "No carnaval dos carnavais, Castelo risca o chão de poesia por Batatais"         | Comissão de carnaval               |       |
| 2008                   | Campeã       | "De Janeiro a Janeiro, Batatais é festa o ano inteiro"                           | Comissão de carnaval               |       |
| 2009                   | 3º colocação | "Neste samba de primeira, a Castelo canta e dança a essência da raça brasileira" | Comissão de carnaval               |       |
| 2010                   | Campeã       | "40 anos de samba vivi, é festa, jubileu é de rubi"                              | Carlos Furini                      |       |
| 2011                   | Campeã       | "Castelo canta o conto... e aumenta um ponto"                                    | Valmir Fontes                      |       |
| 2012                   | Vice-campeã  | "Das asas à imaginação"                                                          | Carlos Furini                      |       |
| 2013                   | Vice-campeã  | "Quem não pode com mandinga não carrega patuá"                                   | Carlos Furini                      |       |
| 2014                   | Vice-campeã  | "Guerreiro"                                                                      | Gabriel Oliveira                   |       |
| 2015                   | Campeã       | "Nos meus 45 anos, é no universo infantil que eu construo o meu Castelo"         | Marcos Teixeira e Gabriel Oliveira |       |
| 2018                   | Campeã       | Ahimsa Gandhi – Um Canto de Paz'                                                 | Marcos teixeira                    | [ 5 ] |
| 2019 Não houve desfile |              |                                                                                  |                                    |       |
| 2025                   | Campeã       | Não sei... Só sei que foi assim                                                  | Carlos Furini                      |       |
| 2026                   |              |                                                                                  |                                    |       |